# Treant

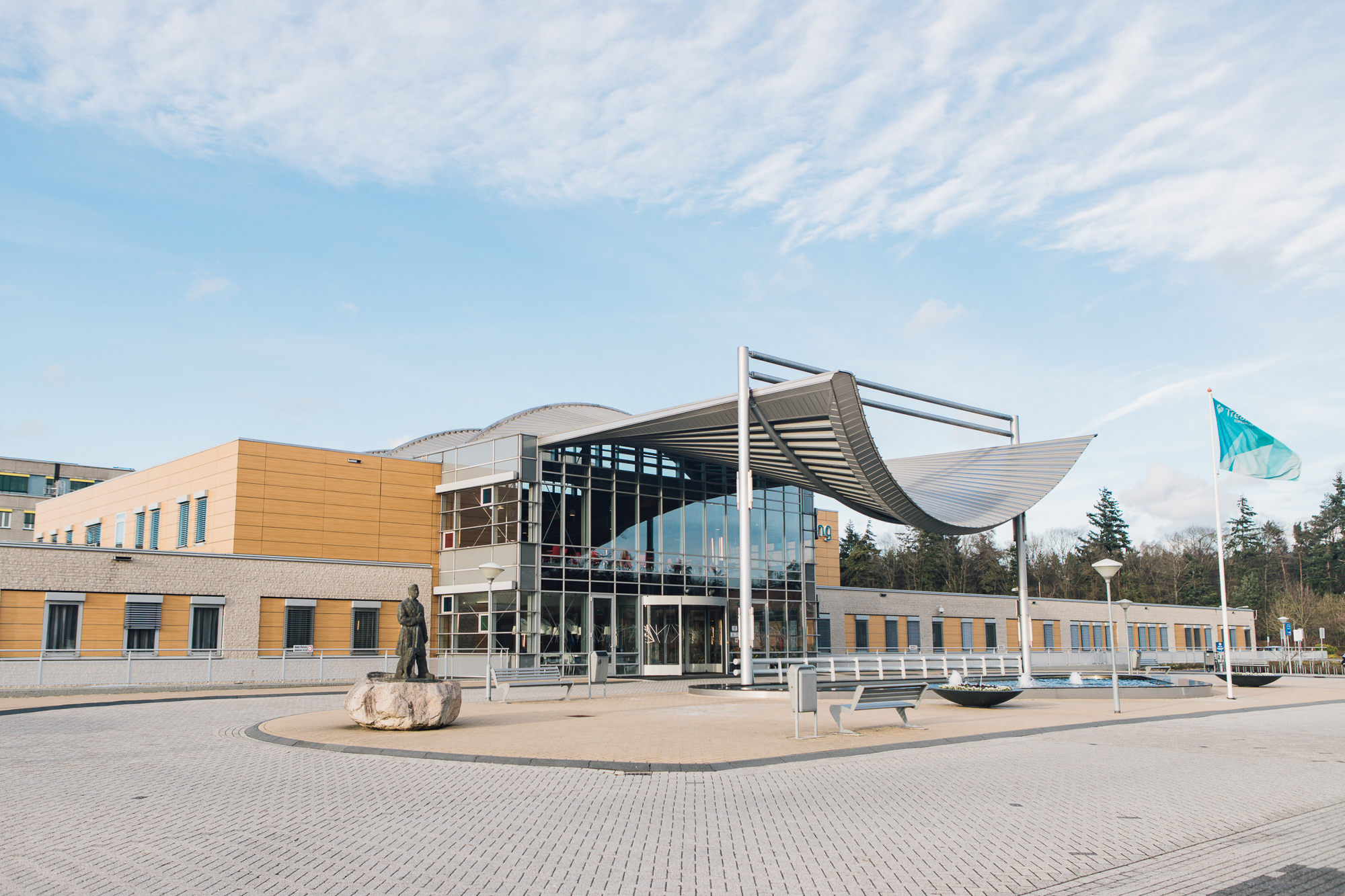
Ziekenhuislocatie Scheper in Emmen

Treant is een zorgorganisatie in de regio Drenthe en Zuidoost-Groningen met zowel ziekenhuis- als ouderenzorg. Met zo'n 6.000 medewerkers en 21 locaties is Treant een van de grootste werkgevers van Noord-Nederland.

## Geschiedenis
Treant bestaat sinds 1 januari 2015 en komt voort uit Zorggroep Leveste Middenveld. De naam 'Treant' is afgeleid van een gebied dat in vroegere tijden liep van de Stellingwerven via Drenthe en de stad Groningen tot voorbij Stadskanaal.
De zorggroep werd vanaf de oprichting geplaagd door financiële problemen en interne strubbelingen. In januari 2018 werden er 93 banen opgeheven. Begin oktober 2019 werd bekend dat er nog eens 500 banen verloren zouden gaan bij de zorggroep.

## Locaties

### Ziekenhuizen
Treant heeft drie ziekenhuizen voor specialistische zorg (van medische ingrepen, onderzoek, diagnose tot behandeling). Dit zijn: het Scheper Ziekenhuis in Emmen, het Bethesdaziekenhuis in Hoogeveen en het Refaja Ziekenhuis in Stadskanaal. Het Scheper Ziekenhuis biedt spoedeisende en meer ingewikkelde zorg, de ziekenhuizen in Hoogeveen en Stadskanaal zijn weekziekenhuizen voor niet-urgente zorg, zoals een knie-, heup of staaroperatie. Daarnaast heeft Treant in Veendam een buitenpoli en er zijn veel verschillende locaties waar mensen terecht kunnen voor bloedprikken.
Sinds 1 januari 2023 maakt ook de voormalige Dialysekliniek Noord in Beilen onderdeel uit van Treant, onder de naam Treant Dialysekliniek.

#### Geschiedenis van de ziekenhuislocaties
Ziekenhuislocatie Scheper. Emmen kreeg in 1939 voor het eerst een ziekenhuis. Het diaconessenhuis werd gebouwd aan de Angelsloërdijk. Dit ziekenhuis werd uiteindelijk te klein voor de snel groeiende stad. Daarom werd een nieuw ziekenhuis gebouwd aan de Boermarkeweg, de huidige locatie. Dit werd onder de naam Scheper Ziekenhuis in 1973 geopend door prinses Margriet. De naam Scheper betekent 'schaapherder'.
Ziekenhuislocatie Bethesda. In 1910 besloot het afdelingsbestuur Hoogeveen van de Landelijke Vereniging voor Gereformeerde Ziekenverpleging om in Hoogeveen een gereformeerd ziekenhuis te stichten. Op 4 juli 1913 werd de eerste steen gelegd van het gebouw aan de Hoogeveense Vaart. In de jaren zestig breidde het ziekenhuis snel uit en werden plannen ontwikkeld voor een nieuw ziekenhuis. Op 15 december 1970 verrichtte prinses Margriet de officiële opening van het nieuwe ziekenhuis Bethesda aan de Dr. G.H. Amshoffweg, de huidige locatie. Bethesda is een Hebreeuwse meisjesnaam en betekent 'huis van vergeving'.
Ziekenhuislocatie Refaja. De eerste steen werd gelegd op 21 oktober 1966. De drijvende kracht om het ziekenhuis in Stadskanaal te realiseren was ondernemer Grietinus Zwartsenberg. De officiële opening vond plaats op 21 november 1968 door de directeur-generaal voor de volksgezondheid Poppe Siderius. Eerder dat jaar was het ziekenhuis aan de Boerhaavestraat in Stadskanaal al in gebruik genomen. De naam Refaja is afgeleid van het Hebreeuws en betekent: de Heer geneest.

### Locaties voor wonen en zorg
Binnen de locaties voor wonen en zorg kunnen bewoners en cliënten terecht voor wonen, welzijn, zorg, revalidatie en behandeling. Het gaat om de locaties:
- Aalden (De Korenhof)
- Coevorden (De Schutse)
- Dalen (Selkersgoorn)
- Emmen (De Horst, Holdert, Holtingerhof, Oostermarke, Valkenhof, Zuidermarke)
- Hoogeveen (Bilderdijk, Olden Kinholt, Weidesteyn)
- Odoorn (De Paasbergen)
- Schoonoord (Het Ellertsveld)
- Sleen (De Schoel)
- Weiteveen (Veltman)
- Zuidwolde (Tonckenshuys)